# بیرت
بیرت (به هلندی: Biert) یک منطقهٔ مسکونی در هلند است که در Nissewaard واقع شده‌است.